# Charlie Jarvis
Charlie Jarvis (1954) is een Britse botanicus.
Hij is verbonden aan het Natural History Museum in Londen. Hij leidde hier vanaf 1981 het Linnaean Plant Name Typification Project, dat zich richtte op het in kaart brengen van het potentiële typeplantmateriaal verbonden aan de meer dan 9.000 botanische namen die zijn gepubliceerd door Carl Linnaeus. De eerste acht jaar werkte hij alleen aan het project. Daarna werkte hij samen op het project met diverse wetenschappers, waaronder Fred Barrie en Nicholas Turland. Ook kreeg Jarvis hulp van de Linnean Society of London, die het herbarium van Linnaeus in zijn bezit heeft. Sinds 1990 was Jarvis de conservator van dit herbarium. 
Het Linnaean Plant Name Typification Project leidde in 2007 (het driehonderdste geboortejaar van Carl Linnaeus) tot de publicatie van Jarvis' boek Order out of Chaos: Linnaean Plant Names and their Types door de Linnean Society of London en het Natural History Museum. In 2008 werd dit boek onderscheiden met de Annual Literature Award van de Council on Botanical and Horticultural Libraries. Hetzelfde jaar werd het boek ook nog onderscheiden met de Stafleu Medal van de International Association for Plant Taxonomy (IAPT) 'voor een excellente publicatie op het gebied van de historische, bibliografische en/of nomenclaturele aspecten van plantensystematiek'.
In 1990 kreeg Jarvis van de Linnean Society of London de Bicentenary Medal een onderscheiding vanwege uitzonderlijke prestaties voor een bioloog die jonger is dan veertig jaar. In 2007 werd hij door de Linnean Society of London benoemd tot 'fellow honoris causa' (ere-lid). In 2017 werd de Linnean Medal aan hem toegekend.
Jarvis is (mede)auteur van artikelen in tijdschriften als Annals of Botany, Annals of the Missouri Botanical Garden, Botanical Journal of the Linnean Society, Nordic Journal of Botany, Taxon en Watsonia.